# Мухортова, Мария Лукьяновна
Мария Лукьяновна Мухортова (Живолуга) (13 июня 1916 года — 28 января 2009 года) — звеньевая свеклосовхоза имени Микояна Министерства пищевой промышленности СССР, Кореновский район Краснодарского края. Герой Социалистического Труда (19.05.1948).

## Биография
Родилась 13 июня 1916 года в станице Новобейсугская ныне Кореновского района Краснодарского края. Русская.
В 1933 году вышла замуж и приехала в станицу Кореновская (ныне город Кореновск Краснодарского края). В 1934 году стала работать полеводом в 1-м отделении элитно-семеноводческого совхоза имени Микояна Кореновского района. Во время Великой Отечественной войны работала звеньевой полеводческого звена элитно-семеноводческого совхоза, который относился к Кореновскому сахарному заводу. Награждена медалью «За доблестный труд в Великой Отечественной войне 1941-1945гг.». Выращивали сахарную свеклу, а также озимую пшеницу: истыками (были такие приспособления) междурядия пропалывали, минеральные удобрения вручную вносили. В 1945 году избрана звеньевой в этом же хозяйстве. В 1947 году руководимое ею звено получило урожай пшеницы 31,84 центнера с гектара на площади 12 гектаров.
Указом Президиума Верховного Совета СССР от 19 мая 1948 года за получение высоких урожаев пшеницы при выполнении совхозом плана сдачи государству сельскохозяйственных продуктов в 1947 году и обеспеченности семенами зерновых культур для весеннего сева 1948 года Мухортовой Марии Лукьяновне присвоено звание Героя Социалистического Труда с вручением ордена Ленина и золотой медали «Серп и Молот». 
В дальнейшем М.Л. Живолуга продолжала работать в совхозе, после чего вышла на заслуженный отдых.
Была награждена юбилейной медалью «За доблестный труд в ознаменование 100-летия со дня рождения В.И. Ленина» и многими почетными грамотами.
Удостоена звания «Заслуженный работник сельского хозяйства Кубани» (1996).
Участница ВСХВ и ВДНХ СССР.
Жила в городе Краснодар. Умерла 28 января 2009 года.

## Награды
- Медаль «Серп и Молот» (19.05.1948);
- Орден Ленина (19.05.1948).
- Медаль «За доблестный труд в Великой Отечественной войне 1941—1945 гг.»
- Медаль «В ознаменование 100-летия со дня рождения Владимира Ильича Ленина» (6 апреля 1970)
- Медаль «Ветеран труда»
- медалями ВСХВ и ВДНХ
- и другими
- Отмечена грамотами и дипломами.

## Память

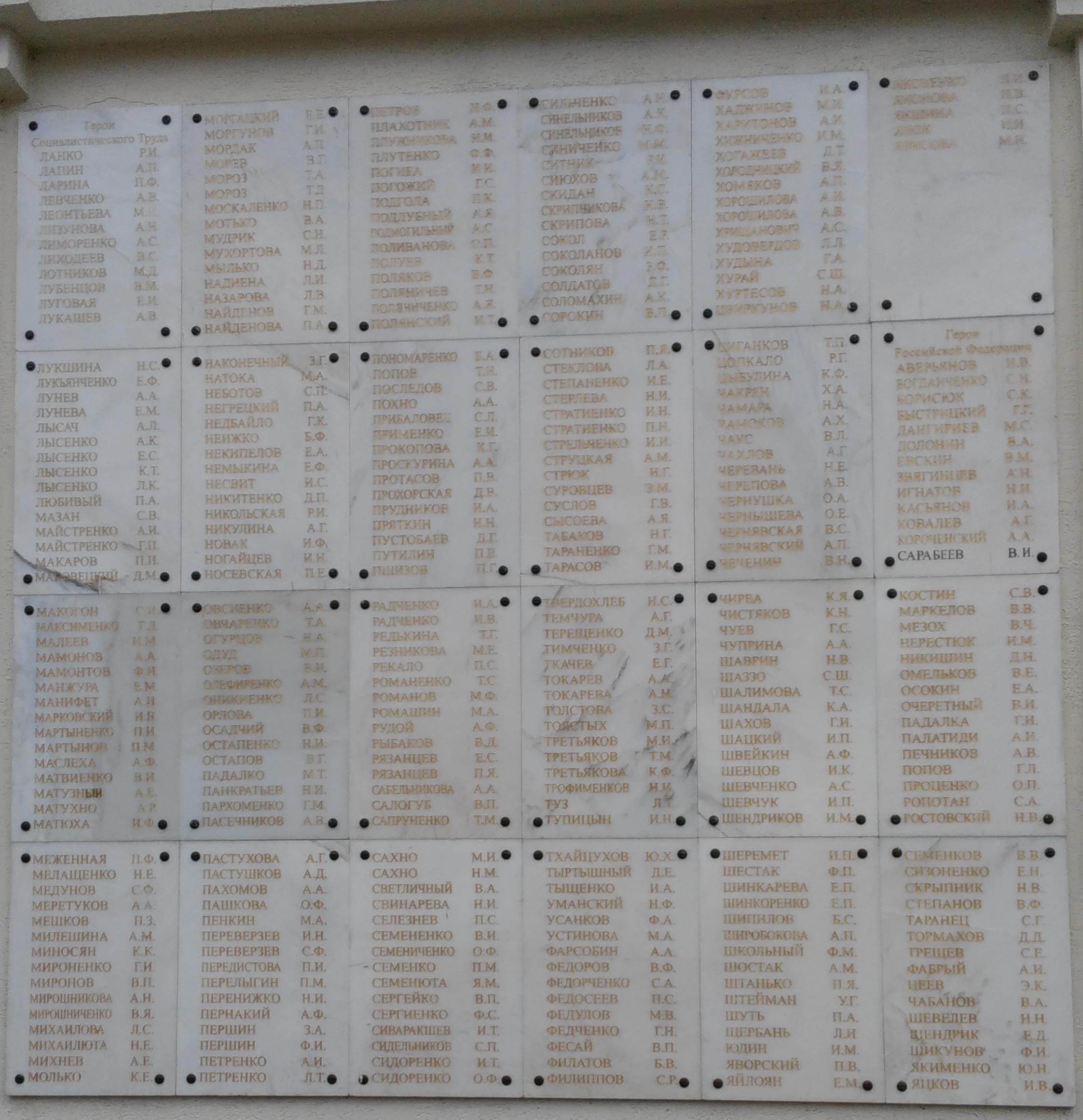
Мемориальная доска с именами Героев Социалистического Труда Кубани и Адыгеи. Краснодар 2017

- На могиле установлен надгробный памятник.
- Имя Героя золотыми буквами вписано на мемориальной доске в Краснодаре.

## Видеоматериалы
- Герой Социалистического труда Мухортова Мария Лукьяновна Видео
- RU Вадим Костылев ВПК "Вахта Памяти" рассказывает о Живолуги-Мухортовой Марии Лукьяновне